# Lamar Peters
Lamar Anthony Peters (New Orleans, 19 giugno 1998) è un cestista statunitense.